# La Compôte
La Compôte – miejscowość i gmina we Francji, w regionie Owernia-Rodan-Alpy, w departamencie Sabaudia.
Według danych na rok 1990 gminę zamieszkiwało 249 osób, a gęstość zaludnienia wynosiła 33 osób/km² (wśród 2880 gmin regionu Rodan-Alpy La Compôte plasuje się na 1379. miejscu pod względem liczby ludności, natomiast pod względem powierzchni na miejscu 1316.).